# Церковь Петра и Павла (Коломна)
Церковь Петра и Павла (Петропавловский храм) — православный храм в городе Коломне Московской области. Относится к 1-му Коломенскому благочинию Коломенской епархии Русской православной церкви.

## История
История Петропавловской церкви связана с эпидемией холеры, свирепствовавшей в Коломне и других городах Московской губернии в 1770 году, когда в 1771 года по указу императрицы Екатерины II были запрещены захоронения возле приходских церквей в черте города — умерших полагалось хоронить за городской заставой.
Таким образом в 1775 году у Рязанской заставы было открыто Петропавловское кладбище и началось сооружение одноимённого храма. Каменная церковь была построена на средства коломенского купечества в 1779 году. Здание храма было построено в стиле барокко, с двусветным четвериком на каменном цоколе. Церковь имела купол с круглыми окнами и световым барабаном, увенчанным единственной главкой. В 1833 году к храму пристроили небольшую тёплую трапезную с приделом во имя святого апостола Андрея Первозванного.

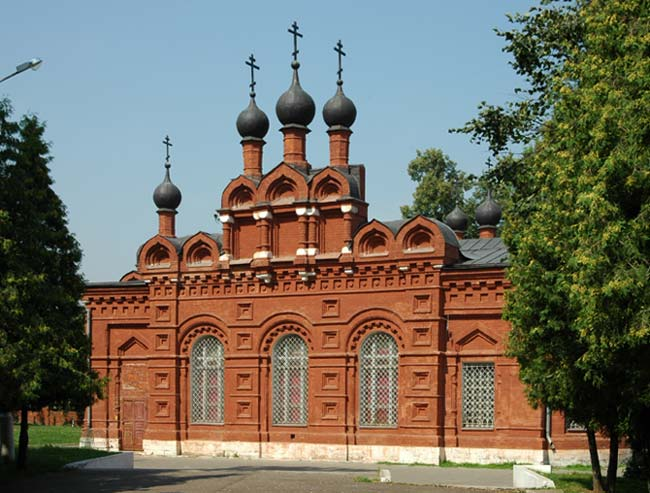
Трапезная церкви Петра и Павла

Отдельно стоявшая каменная колокольня была построена в 1890 году. 17 марта 1891 года на неё был поднят колокол весом 700 пудов. В этом же году по проекту архитектора Фёдора Рыбинского была построена каменная ограда с надвратной колокольней, воротами и двумя каменными часовнями: во имя святителя Николая Мирликийского Чудотворца и во имя преподобного Сергия Радонежского. Трапезная из красного кирпича с приделами Андрея Первозванного и Василия Анкирского была существенно расширена в 1901 году под руководством архитектора Дмитрия Виноградова. Трапезная храма была весьма необычной архитектуры — покрыта узорной кирпичной кладкой, украшена ложными колоннами с завершением в виде кокошников. Середину южного и северного её фасадов венчают декоративные главки — по три с каждой стороны. Седьмая главка находилась над западным входом.
С середины XVIII века рядом с Петропавловским храмом находилась каменная богадельня для воинов-ветеранов. Церкви принадлежало также двухэтажное каменное здание, стоявшее на кладбище: вверху находилось помещение для церковного сторожа, внизу — для могильщиков.
Храм пережил Октябрьскую революцию и советские годы гонения на церковь. Несмотря на то, что звонницу и купола снесли в 1930-е годы, церковь продолжала работать до закрытия кладбища в 1942 году. В конце 1960-х — начале 1970-х годов кладбище окончательно упразднили, его территорию бульдозерами сравняли с землёй. В 1970-х годах были снесены также двухэтажный дом причта и здание богадельни. До 1997 года в здании церкви располагался спортивный зал; затем был устроен Музей боевой славы, работавший до 2009 года.
Новая православная община храма Петра и Павла была зарегистрирована в 1997 году. Нарядный барабан купола восстановлен под руководством Станислава Орловского в 1990-х годах. В 2003 году общине были переданы две уцелевшие часовни во имя святителя Николая Мирликийского Чудотворца (улица Мешкова, 2А) и преподобного Сергия Радонежского (улица Мешкова, 2Б). 26 июня 2009 года, по выезде из него музея, храм был официально передан церкви. После восстановления храма он был освящён великим чином 2 декабря 2016 года.
Протоиерей Александр Хмылов является настоятелем Петропавловского храма и председателем приходского совета.